# 凌廷堪

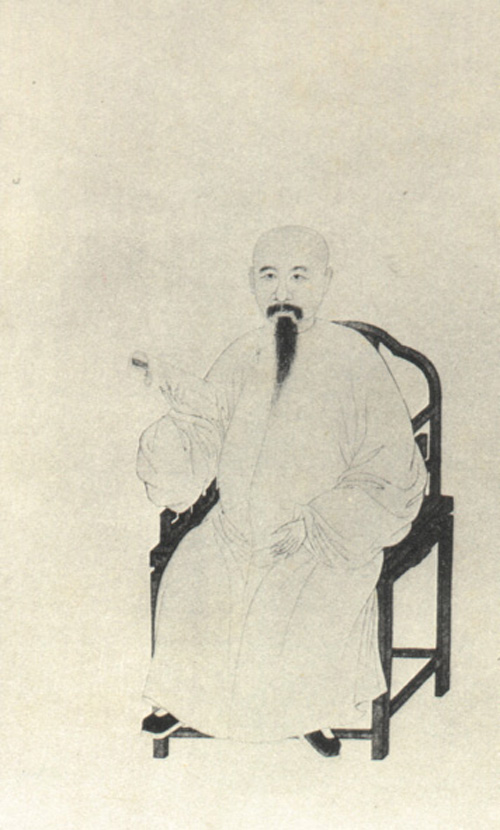
《清代學者象傳》第一集之凌廷堪像

凌廷堪（1757年—1809年），字次仲，號仲子先生，安徽歙縣人。清代經學家、音律學家。

## 生平
乾隆二十二年（1757年）生於海州板浦（今江蘇灌雲縣），六歲喪父，母親王氏變賣首飾供他唸書，後至商店當學徒，仍堅定學習，“工詩及駢散文，兼為長短句”。曾任寧國府學（府治今安徽宣城）教授，研究古代禮制與樂律。究心經史，羨慕江永、戴震之學，並長於考辨，對曆算、古今疆域沿革、職官之異同皆能通達。乾隆四十四年（1779年）受聘於詞典局，參加《四庫全書》修纂。
乾隆四十六年（1781年）遊揚州，入扬州词曲局，任分校，受到两淮巡盐御史伊齡阿的賞識，與汪端光、谢溶生、童钰、罗聘、李斗等有往來，开始撰写《元遗山年谱》初稿。
乾隆四十九年（1784年）任河南巡撫畢沅的幕僚。
乾隆五十三年（1788年）受板浦場鹽課大使李汝璜之聘，開館授徒，李汝璜弟李汝珍及中正喬紹僑、喬紹博皆入其門下。
乾隆五十四年（1789年）中舉，隔年又中進士，不愿为官，改教職，任宁国府学教授。精於戴震之學，提出“以礼代理”的理念。
嘉庆十四年（1809年）卒，年五十三。《清史稿》有傳。

## 著作
撰有《禮經釋例》十三卷、《燕樂考原》、《校禮堂文集》、《元遺山先生年譜》。

## 延伸阅读
[在维基数据编辑]
 《清史稿/卷481》，出自趙爾巽《清史稿》